# Liste der Nummer-eins-Hits in Neuseeland (2018)
Dies ist eine Liste der Nummer-eins-Hits in Neuseeland im Jahr 2018. Sie basiert auf den offiziellen Single und Album Top 40, die im Auftrag von Recorded Music NZ, dem neuseeländischen Vertreter der IFPI, ermittelt werden.

## Singles
| ← 2017 ← | Liste der Nummer-eins-Hits in Neuseeland | Liste der Nummer-eins-Hits in Neuseeland | Liste der Nummer-eins-Hits in Neuseeland | 2019 →                    |
| \| Zeitraum \| Wo. ges. \| Interpret \| Titel Autor(en) \| Zusätzliche Informationen \| \| (Zeitraum, Wochen auf Platz eins, Interpret, Titel, Autor[en], zusätzliche Informationen) \| \| \| \| \| \| ----------------------------------------------------------------------------------------- \| -------- \| ----------------------------- \| -------------------------------------------------------------------------------------------------------------------------------------------------------------------------------------------------------------------------------------------------------------------------------------- \| ------------------------- \| \| 1. Januar 2018 – 4. Februar 2018 5 Wochen \| 5 \| Ed Sheeran \| Perfect Ed Sheeran \| – \| \| 5. Februar 2018 – 8. April 2018 9 Wochen \| 9 \| Drake \| God’s Plan Aubrey Graham, Ronald LaTour, Daveon Jackson, Matthew Samuels, Noah Shebib \| – \| \| 9. April 2018 – 22. April 2018 2 Wochen \| 2 \| Lil Dicky feat. Chris Brown \| Freaky Friday David Burd, Christopher Brown, Magnus August Høiberg, Lewis Hughes, Wilbart McCoy III, Joshua Coleman, Dijon McFarlane, Benjamin Levin, Nicholas Audino \| – \| \| 23. April 2018 – 20. Mai 2018 4 Wochen \| 4 \| Drake \| Nice for What Aubrey Graham, Shane Lindstrom, Alan Bergman, Marilyn Bergman, Dennis David Coles, Robert F. Diggs, Gary E. Grice, Marvin Hamlisch, Chauncey Lamont Hawkins, Lauryn N. Hill, Jason S. Hunter, Russell T. Jones, Clifford Smith, Corey Woods, Orville Hall, Phillip Price \| – \| \| 21. Mai 2018 – 3. Juni 2018 2 Wochen \| 2 \| Childish Gambino \| This Is America Donald Glover, Ludwig Göransson \| – \| \| 4. Juni 2018 – 10. Juni 2018 1 Woche \| 1 \| Post Malone \| Better Now Austin Post, Louis Bell, Frank Dukes, Billy Walsh \| – \| \| 11. Juni 2018 – 8. Juli 2018 4 Wochen \| 4 \| 5 Seconds of Summer \| Youngblood Calum Hood, Ali Tamposi, Andrew Watt, Ashton Irwin, Luke Hemmings, Louis Bell, Michael Clifford \| – \| \| 9. Juli 2018 – 22. Juli 2018 2 Wochen \| 2 \| Maroon 5 feat. Cardi B \| Girls Like You Adam Levine, Henry Walter, Belcalis Almanzar, Brittany Talia Hazzard, Jason Evigan, Gian Stone \| – \| \| 23. Juli 2018 – 26. August 2018 5 Wochen \| 5 \| Drake \| In My Feelings Aubrey Graham, Benny Workman, Darius Harrison, Stephen Garrett, James Scheffer, Rex Zamor, Dwayne Carter, Renetta Lowe-Bridgewater, Orville Hall, Phillip Price \| – \| \| 27. August 2018 – 23. September 2018 4 Wochen \| 4 \| Benny Blanco, Halsey & Khalid \| Eastside Benny Blanco, Ed Sheeran, Halsey, Khalid Robinson, Nathan Perez \| – \| \| 24. September 2018 – 30. September 2018 1 Woche \| 1 \| Kanye West & Lil Pump \| I Love It Kanye Omari West, Gazzy Garcia, Smokepurpp \| – \| \| 1. Oktober 2018 – 7. Oktober 2018 1 Woche \| 1 \| Lil Peep & XXXTentacion \| Falling Down Gustav Åhr, Makonnen Sheran, Jahseh Onfroy \| – \| \| 8. Oktober 2018 – 4. November 2018 4 Wochen \| 4 \| George Ezra \| Shotgun George Ezra, Joel Pott, Fred Gibson \| – \| \| 5. November 2018 – 18. November 2018 2 Wochen \| 2 \| Lady Gaga & Bradley Cooper \| Shallow Lady Gaga, Andrew Wyatt, Anthony Rossomando, Mark Ronson \| – \| \| 19. November 2018 – 30. Dezember 2018 6 Wochen \| 6 \| Ariana Grande \| Thank U, Next Ariana Grande, Charles Anderson, Michael Foster, Tayla Parx, Tommy Brown, Victoria McCants \| – \| \| 31. Dezember 2018 – 6. Januar 2019 1 Woche (insgesamt 4) \| 4 \| Mariah Carey \| All I Want for Christmas Is You Walter N. Afanasieff, Mariah Carey \| – \| |                                          |                                          | |                           |
| ← 2017 |                                          |                                          | | → 2019 →                  |
| Zeitraum | Wo. ges.                                 | Interpret                                | Titel Autor(en) | Zusätzliche Informationen |
| (Zeitraum, Wochen auf Platz eins, Interpret, Titel, Autor[en], zusätzliche Informationen) |                                          |                                          | |                           |
| 1. Januar 2018 – 4. Februar 2018 5 Wochen | 5                                        | Ed Sheeran                               | Perfect Ed Sheeran | –                         |
| 5. Februar 2018 – 8. April 2018 9 Wochen | 9                                        | Drake                                    | God’s Plan Aubrey Graham, Ronald LaTour, Daveon Jackson, Matthew Samuels, Noah Shebib | –                         |
| 9. April 2018 – 22. April 2018 2 Wochen | 2                                        | Lil Dicky feat. Chris Brown              | Freaky Friday David Burd, Christopher Brown, Magnus August Høiberg, Lewis Hughes, Wilbart McCoy III, Joshua Coleman, Dijon McFarlane, Benjamin Levin, Nicholas Audino | –                         |
| 23. April 2018 – 20. Mai 2018 4 Wochen | 4                                        | Drake                                    | Nice for What Aubrey Graham, Shane Lindstrom, Alan Bergman, Marilyn Bergman, Dennis David Coles, Robert F. Diggs, Gary E. Grice, Marvin Hamlisch, Chauncey Lamont Hawkins, Lauryn N. Hill, Jason S. Hunter, Russell T. Jones, Clifford Smith, Corey Woods, Orville Hall, Phillip Price | –                         |
| 21. Mai 2018 – 3. Juni 2018 2 Wochen | 2                                        | Childish Gambino                         | This Is America Donald Glover, Ludwig Göransson | –                         |
| 4. Juni 2018 – 10. Juni 2018 1 Woche | 1                                        | Post Malone                              | Better Now Austin Post, Louis Bell, Frank Dukes, Billy Walsh | –                         |
| 11. Juni 2018 – 8. Juli 2018 4 Wochen | 4                                        | 5 Seconds of Summer                      | Youngblood Calum Hood, Ali Tamposi, Andrew Watt, Ashton Irwin, Luke Hemmings, Louis Bell, Michael Clifford | –                         |
| 9. Juli 2018 – 22. Juli 2018 2 Wochen | 2                                        | Maroon 5 feat. Cardi B                   | Girls Like You Adam Levine, Henry Walter, Belcalis Almanzar, Brittany Talia Hazzard, Jason Evigan, Gian Stone | –                         |
| 23. Juli 2018 – 26. August 2018 5 Wochen | 5                                        | Drake                                    | In My Feelings Aubrey Graham, Benny Workman, Darius Harrison, Stephen Garrett, James Scheffer, Rex Zamor, Dwayne Carter, Renetta Lowe-Bridgewater, Orville Hall, Phillip Price | –                         |
| 27. August 2018 – 23. September 2018 4 Wochen | 4                                        | Benny Blanco, Halsey & Khalid            | Eastside Benny Blanco, Ed Sheeran, Halsey, Khalid Robinson, Nathan Perez | –                         |
| 24. September 2018 – 30. September 2018 1 Woche | 1                                        | Kanye West & Lil Pump                    | I Love It Kanye Omari West, Gazzy Garcia, Smokepurpp | –                         |
| 1. Oktober 2018 – 7. Oktober 2018 1 Woche | 1                                        | Lil Peep & XXXTentacion                  | Falling Down Gustav Åhr, Makonnen Sheran, Jahseh Onfroy | –                         |
| 8. Oktober 2018 – 4. November 2018 4 Wochen | 4                                        | George Ezra                              | Shotgun George Ezra, Joel Pott, Fred Gibson | –                         |
| 5. November 2018 – 18. November 2018 2 Wochen | 2                                        | Lady Gaga & Bradley Cooper               | Shallow Lady Gaga, Andrew Wyatt, Anthony Rossomando, Mark Ronson | –                         |
| 19. November 2018 – 30. Dezember 2018 6 Wochen | 6                                        | Ariana Grande                            | Thank U, Next Ariana Grande, Charles Anderson, Michael Foster, Tayla Parx, Tommy Brown, Victoria McCants | –                         |
| 31. Dezember 2018 – 6. Januar 2019 1 Woche (insgesamt 4) | 4                                        | Mariah Carey                             | All I Want for Christmas Is You Walter N. Afanasieff, Mariah Carey | –                         |

## Alben
| ← 2017 ← | Liste der Nummer-eins-Hits in Neuseeland | Liste der Nummer-eins-Hits in Neuseeland | Liste der Nummer-eins-Hits in Neuseeland                 | 2019 →                    |
| \| Zeitraum \| Wo. ges. \| Interpret \| Titel \| Zusätzliche Informationen \| \| (Zeitraum, Wochen auf Platz eins, Interpret, Titel, zusätzliche Informationen) \| \| \| \| \| \| ------------------------------------------------------------------------------ \| -------- \| -------------------------- \| -------------------------------------------------------- \| ------------------------- \| \| 1. Januar 2018 – 4. Februar 2018 5 Wochen (insgesamt 36) \| 36 \| Ed Sheeran \| ÷ \| – \| \| 5. Februar 2018 – 11. Februar 2018 1 Woche \| 1 \| Tomorrow People \| BBQ Reggae \| – \| \| 12. Februar 2018 – 25. Februar 2018 2 Wochen (insgesamt 4) \| 4 \| Verschiedene Interpreten \| The Greatest Showman: Original Motion Picture Soundtrack \| – \| \| 26. Februar 2018 – 4. März 2018 1 Woche \| 1 \| Marlon Williams \| Make Way for Love \| – \| \| 5. März 2018 – 18. März 2018 2 Wochen (insgesamt 4) \| 4 \| Verschiedene Interpreten \| The Greatest Showman: Original Motion Picture Soundtrack \| – \| \| 19. März 2018 – 29. April 2018 6 Wochen (insgesamt 36) \| 36 \| Ed Sheeran \| ÷ \| – \| \| 30. April 2018 – 6. Mai 2018 1 Woche \| 1 \| J. Cole \| KOD \| – \| \| 7. Mai 2018 – 10. Juni 2018 5 Wochen (insgesamt 6) \| 6 \| Post Malone \| Beerbongs & Bentleys \| – \| \| 11. Juni 2018 – 24. Juni 2018 2 Wochen \| 2 \| Kanye West \| Ye \| – \| \| 25. Juni 2018 – 1. Juli 2018 1 Woche (insgesamt 6) \| 6 \| Post Malone \| Beerbongs & Bentleys \| – \| \| 2. Juli 2018 – 8. Juli 2018 1 Woche \| 1 \| XXXTentacion \| ? \| – \| \| 9. Juli 2018 – 29. Juli 2018 3 Wochen \| 3 \| Drake \| Scorpion \| – \| \| 30. Juli 2018 – 12. August 2018 2 Wochen \| 2 \| (Soundtrack) \| Mamma Mia! Here We Go Again \| – \| \| 13. August 2018 – 19. August 2018 1 Woche \| 1 \| Travis Scott \| Astroworld \| – \| \| 20. August 2018 – 26. August 2018 1 Woche \| 1 \| (Soundtrack) \| Mamma Mia! Here We Go Again \| – \| \| 27. August 2018 – 9. September 2018 2 Wochen \| 2 \| Ariana Grande \| Sweetener \| – \| \| 10. September 2018 – 14. Oktober 2018 5 Wochen (insgesamt 6) \| 6 \| Eminem \| Kamikaze \| – \| \| 15. Oktober 2018 – 21. Oktober 2018 1 Woche \| 1 \| Twenty One Pilots \| Trench \| – \| \| 22. Oktober 2018 – 28. Oktober 2018 1 Woche (insgesamt 6) \| 6 \| Eminem \| Kamikaze \| – \| \| 29. Oktober 2018 – 10. Februar 2019 15 Wochen \| 15 \| Lady Gaga & Bradley Cooper \| A Star Is Born \| – \| |                                          |                                          |                                                          |                           |
| ← 2017 |                                          |                                          |                                                          | → 2019 →                  |
| Zeitraum | Wo. ges.                                 | Interpret                                | Titel                                                    | Zusätzliche Informationen |
| (Zeitraum, Wochen auf Platz eins, Interpret, Titel, zusätzliche Informationen) |                                          |                                          |                                                          |                           |
| 1. Januar 2018 – 4. Februar 2018 5 Wochen (insgesamt 36) | 36                                       | Ed Sheeran                               | ÷                                                        | –                         |
| 5. Februar 2018 – 11. Februar 2018 1 Woche | 1                                        | Tomorrow People                          | BBQ Reggae                                               | –                         |
| 12. Februar 2018 – 25. Februar 2018 2 Wochen (insgesamt 4) | 4                                        | Verschiedene Interpreten                 | The Greatest Showman: Original Motion Picture Soundtrack | –                         |
| 26. Februar 2018 – 4. März 2018 1 Woche | 1                                        | Marlon Williams                          | Make Way for Love                                        | –                         |
| 5. März 2018 – 18. März 2018 2 Wochen (insgesamt 4) | 4                                        | Verschiedene Interpreten                 | The Greatest Showman: Original Motion Picture Soundtrack | –                         |
| 19. März 2018 – 29. April 2018 6 Wochen (insgesamt 36) | 36                                       | Ed Sheeran                               | ÷                                                        | –                         |
| 30. April 2018 – 6. Mai 2018 1 Woche | 1                                        | J. Cole                                  | KOD                                                      | –                         |
| 7. Mai 2018 – 10. Juni 2018 5 Wochen (insgesamt 6) | 6                                        | Post Malone                              | Beerbongs & Bentleys                                     | –                         |
| 11. Juni 2018 – 24. Juni 2018 2 Wochen | 2                                        | Kanye West                               | Ye                                                       | –                         |
| 25. Juni 2018 – 1. Juli 2018 1 Woche (insgesamt 6) | 6                                        | Post Malone                              | Beerbongs & Bentleys                                     | –                         |
| 2. Juli 2018 – 8. Juli 2018 1 Woche | 1                                        | XXXTentacion                             | ?                                                        | –                         |
| 9. Juli 2018 – 29. Juli 2018 3 Wochen | 3                                        | Drake                                    | Scorpion                                                 | –                         |
| 30. Juli 2018 – 12. August 2018 2 Wochen | 2                                        | (Soundtrack)                             | Mamma Mia! Here We Go Again                              | –                         |
| 13. August 2018 – 19. August 2018 1 Woche | 1                                        | Travis Scott                             | Astroworld                                               | –                         |
| 20. August 2018 – 26. August 2018 1 Woche | 1                                        | (Soundtrack)                             | Mamma Mia! Here We Go Again                              | –                         |
| 27. August 2018 – 9. September 2018 2 Wochen | 2                                        | Ariana Grande                            | Sweetener                                                | –                         |
| 10. September 2018 – 14. Oktober 2018 5 Wochen (insgesamt 6) | 6                                        | Eminem                                   | Kamikaze                                                 | –                         |
| 15. Oktober 2018 – 21. Oktober 2018 1 Woche | 1                                        | Twenty One Pilots                        | Trench                                                   | –                         |
| 22. Oktober 2018 – 28. Oktober 2018 1 Woche (insgesamt 6) | 6                                        | Eminem                                   | Kamikaze                                                 | –                         |
| 29. Oktober 2018 – 10. Februar 2019 15 Wochen | 15                                       | Lady Gaga & Bradley Cooper               | A Star Is Born                                           | –                         |

## Jahreshitparaden
| ← 2017 ← | Liste der Nummer-eins-Hits in Neuseeland | Liste der Nummer-eins-Hits in Neuseeland                              | Liste der Nummer-eins-Hits in Neuseeland | 2019 →   |
| \| Singles \| Position# \| Alben \| \| ------------------------------------------------------------------------------------------------------------------------------------ \| --------- \| --------------------------------------------------------------------- \| \| God’s Plan Drake Aubrey Graham, Ronald LaTour, Daveon Jackson, Matthew Samuels, Noah Shebib \| 1 \| ÷ Ed Sheeran \| \| Perfect Ed Sheeran \| 2 \| The Greatest Showman: Original Motion Picture Soundtrack (Soundtrack) \| \| Youngblood 5 Seconds of Summer Calum Hood, Ali Tamposi, Andrew Watt, Ashton Irwin, Luke Hemmings, Louis Bell, Michael Clifford \| 3 \| Six60 EP Six60 \| \| Psycho Post Malone feat. Ty Dolla Sign Austin Post, Tyrone Griffin Jr, Louis Bell \| 4 \| Beerbongs & Bentleys Post Malone \| \| Love Lies Khalid & Normani Khalid Robinson, Normani Kordei Hamilton, Jamil Chammas, Ryan Vojtesak, Tayla Parks \| 5 \| Scorpion Drake \| \| I Fall Apart Post Malone Austin Post, William Walsh, Carlo Montagese \| 6 \| ? XXXTentacion \| \| Meant to Be Bebe Rexha feat. Florida Georgia Line Bleta Rexha, Tyler Hubbard, Josh Miller, David Garcia \| 7 \| Beautiful Trauma P!nk \| \| Girls Like You Maroon 5 feat. Cardi B Adam Levine, Henry Walter, Belcalis Almanzar, Brittany Talia Hazzard, Jason Evigan, Gian Stone \| 8 \| Stoney Post Malone \| \| Rockstar Post Malone feat. 21 Savage Austin Post, Shayaa Abraham-Joseph, Louis Bell, Olufunmibi Awoshiley \| 9 \| Kamikaze Eminem \| \| Sad! XXXTentacion Jahseh Onfroy, John Cunningham \| 10 \| A Star Is Born Lady Gaga & Bradley Cooper \| |                                          |                                                                       |                                          |          |
| ← 2017 |                                          |                                                                       |                                          | → 2019 → |
| Singles | Position#                                | Alben                                                                 |                                          |          |
| God’s Plan Drake Aubrey Graham, Ronald LaTour, Daveon Jackson, Matthew Samuels, Noah Shebib | 1                                        | ÷ Ed Sheeran                                                          |                                          |          |
| Perfect Ed Sheeran | 2                                        | The Greatest Showman: Original Motion Picture Soundtrack (Soundtrack) |                                          |          |
| Youngblood 5 Seconds of Summer Calum Hood, Ali Tamposi, Andrew Watt, Ashton Irwin, Luke Hemmings, Louis Bell, Michael Clifford | 3                                        | Six60 EP Six60                                                        |                                          |          |
| Psycho Post Malone feat. Ty Dolla Sign Austin Post, Tyrone Griffin Jr, Louis Bell | 4                                        | Beerbongs & Bentleys Post Malone                                      |                                          |          |
| Love Lies Khalid & Normani Khalid Robinson, Normani Kordei Hamilton, Jamil Chammas, Ryan Vojtesak, Tayla Parks | 5                                        | Scorpion Drake                                                        |                                          |          |
| I Fall Apart Post Malone Austin Post, William Walsh, Carlo Montagese | 6                                        | ? XXXTentacion                                                        |                                          |          |
| Meant to Be Bebe Rexha feat. Florida Georgia Line Bleta Rexha, Tyler Hubbard, Josh Miller, David Garcia | 7                                        | Beautiful Trauma P!nk                                                 |                                          |          |
| Girls Like You Maroon 5 feat. Cardi B Adam Levine, Henry Walter, Belcalis Almanzar, Brittany Talia Hazzard, Jason Evigan, Gian Stone | 8                                        | Stoney Post Malone                                                    |                                          |          |
| Rockstar Post Malone feat. 21 Savage Austin Post, Shayaa Abraham-Joseph, Louis Bell, Olufunmibi Awoshiley | 9                                        | Kamikaze Eminem                                                       |                                          |          |
| Sad! XXXTentacion Jahseh Onfroy, John Cunningham | 10                                       | A Star Is Born Lady Gaga & Bradley Cooper                             |                                          |          |